# Championnat du Japon de football 1994
Navigation
J1 League 1993 J1 League 1995
Le Championnat du Japon de football 1994 est la 29e édition de la première division japonaise et la 2e édition de la J.League. Le championnat a débuté le 12 mars 1994 et s'est achevé le 2 décembre 1994.
Le championnat se déroule en deux phases : les matchs aller (Suntory Series) et les matchs retour (NICOS Series). Le champion de chaque phase est qualifié pour la finale qui détermine le champion du Japon.
Les vainqueurs de chaque phase se rencontrent lors d'une finale qui décerne le vainqueur du championnat.
Note : il n'y a pas de matchs nuls, les victoires sont décernées en cas de matchs nuls, soit au but en or dans la prolongation (1,0), soit aux tirs au but (1,1).

## Les clubs participants
Les 10 de la J League 1993 et les deux premiers de la deuxième division participent à la compétition.
| Club                 | Dernière montée | Ville     | Classement 1993 | Entraîneur         | Depuis | Stade                            | Capacité | Nombre de saisons |
| -------------------- | --------------- | --------- | --------------- | ------------------ | ------ | -------------------------------- | -------- | ----------------- |
| Verdy Kawasaki       | -               | Kawasaki  | 1er             | Yasutaro Matsuki   | 1993   | Stade d'athlétisme de Todoroki   | 27 495   | 2                 |
| Kashima Antlers      | -               | Kashima   | 2e              | Edu                | 1994   | Stade de Kashima                 | 40 728   | 2                 |
| Shimizu S-Pulse      | -               | Shizuoka  | 3e              | Rivelino           | 1994   | Stade du parc Nihondaira         | 20 299   | 2                 |
| Yokohama Marinos     | -               | Yokohama  | 4e              | Hidehiko Shimizu   | 1992   | Mitsuzawa Stadium                | 15 046   | 2                 |
| Sanfrecce Hiroshima  | -               | Hiroshima | 5e              | Stuart Baxter      | 1992   | Grande Arche d'Hiroshima         | 50 000   | 2                 |
| Yokohama Flügels     | -               | Yokohama  | 6e              | Shū Kamo           | 1991   | Mitsuzawa Stadium                | 15 046   | 2                 |
| Gamba Osaka          | -               | Suita     | 7e              | Kunishige Kamamoto | 1991   | Stade commémoratif de l'Expo '70 | 21 000   | 2                 |
| JEF United Ichihara  | -               | Ichihara  | 8e              | Eijun Kiyokumo     | 1994   | ZA Oripri Stadium                | 14 051   | 2                 |
| Nagoya Grampus Eight | -               | Nagoya    | 9e              | Tetsuro Miura      | 1994   | Stade d'athlétisme de Mizuho     | 27 000   | 2                 |
| Mitsubishi Urawa FC  | -               | Saitama   | 10e             | Kenzō Yokoyama     | 1994   | Urawa Komaba Stadium             | 21 500   | 2                 |
| Bellmare Hiratsuka   | 1994            | Hiratsuka | 1er             | Mitsuru Komaeda    | 1990   | Hiratsuka Stadium                | 18 500   | 1                 |
| Júbilo Iwata         | 1994            | Iwata     | 2e              | Hans Ooft          | 1994   | Stade Yamaha                     | 16 893   | 1                 |

- Tenant du titre et qualifié pour la Coupe d'Asie des clubs champions 1994-1995
- Promu de la Deuxième division 1993

### Localisation des clubs
| \| Clubs du Grand Tokyo · Kashima Antlers (Ibaraki) · Yokohama Marinos (Kanagawa) · JEF United Ichihara (Chiba) · Verdy Kawasaki (Kanagawa) · Mitsubishi Urawa FC (Saitama) · Bellmare Hiratsuka (Kanagawa) · Yokohama Flügels (Kanagawa) Grand Tokyo Nagoya Grampus Eight Shimizu S-Pulse Júbilo Iwata Gamba Osaka Sanfrecce Hiroshima \| Localisation des clubs engagés dans le championnat. |
| Clubs du Grand Tokyo · Kashima Antlers (Ibaraki) · Yokohama Marinos (Kanagawa) · JEF United Ichihara (Chiba) · Verdy Kawasaki (Kanagawa) · Mitsubishi Urawa FC (Saitama) · Bellmare Hiratsuka (Kanagawa) · Yokohama Flügels (Kanagawa) Grand Tokyo Nagoya Grampus Eight Shimizu S-Pulse Júbilo Iwata Gamba Osaka Sanfrecce Hiroshima                                                           |

| Clubs du Grand Tokyo · Kashima Antlers (Ibaraki) · Yokohama Marinos (Kanagawa) · JEF United Ichihara (Chiba) · Verdy Kawasaki (Kanagawa) · Mitsubishi Urawa FC (Saitama) · Bellmare Hiratsuka (Kanagawa) · Yokohama Flügels (Kanagawa) Grand Tokyo Nagoya Grampus Eight Shimizu S-Pulse Júbilo Iwata Gamba Osaka Sanfrecce Hiroshima |

## Classement
| Pos | Club                 | J  | G  | D  | Bp | Bc | Diff |
| --- | -------------------- | -- | -- | -- | -- | -- | ---- |
| 1   | Sanfrecce Hiroshima  | 22 | 17 | 5  | 44 | 26 | +18  |
| 2   | Shimizu S-Pulse      | 22 | 16 | 6  | 41 | 25 | +16  |
| 3   | Kashima Antlers      | 22 | 16 | 6  | 45 | 32 | +13  |
| 4   | Tokyo Verdy          | 22 | 14 | 8  | 43 | 21 | +22  |
| 5   | Yokohama Flügels     | 22 | 13 | 9  | 36 | 27 | +9   |
| 6   | JEF United Ichihara  | 22 | 10 | 12 | 34 | 43 | -9   |
| 7   | Júbilo Iwata         | 22 | 9  | 13 | 27 | 32 | -5   |
| 8   | Nagoya Grampus Eight | 22 | 9  | 13 | 23 | 28 | -5   |
| 9   | Yokohama Marinos     | 22 | 8  | 14 | 29 | 35 | -6   |
| 10  | Gamba Ōsaka          | 22 | 7  | 5  | 37 | 46 | -9   |
| 11  | Bellmare Hiratsuka   | 22 | 7  | 15 | 27 | 54 | -27  |
| 12  | Mitsubishi Urawa FC  | 22 | 6  | 16 | 26 | 43 | -17  |

| Pos | Club                 | J  | G  | D  | Bp | Bc | Diff |
| --- | -------------------- | -- | -- | -- | -- | -- | ---- |
| 1   | Tokyo Verdy          | 22 | 17 | 5  | 48 | 26 | +22  |
| 2   | Bellmare Hiratsuka   | 22 | 16 | 6  | 48 | 26 | +22  |
| 3   | Yokohama Marinos     | 22 | 14 | 8  | 44 | 26 | +18  |
| 4   | Sanfrecce Hiroshima  | 22 | 12 | 10 | 27 | 31 | -4   |
| 5   | Kashima Antlers      | 22 | 11 | 11 | 44 | 36 | +8   |
| 6   | Shimizu S-Pulse      | 22 | 11 | 11 | 28 | 31 | -3   |
| 7   | Júbilo Iwata         | 22 | 11 | 11 | 29 | 37 | -8   |
| 8   | Yokohama Flügels     | 22 | 9  | 13 | 31 | 33 | -2   |
| 9   | JEF United Ichihara  | 22 | 9  | 13 | 35 | 42 | -7   |
| 10  | Gamba Ōsaka          | 22 | 8  | 14 | 29 | 36 | -7   |
| 11  | Mitsubishi Urawa FC  | 22 | 8  | 14 | 33 | 51 | -18  |
| 12  | Nagoya Grampus Eight | 22 | 6  | 16 | 33 | 54 | -21  |

## Finale
| 26 novembre 1994 | Sanfrecce Hiroshima | 0 - 1 | Tokyo Verdy  |                      |                      |
|                  |                     |       | 36e Kitazawa | Spectateurs : 42 316 | Spectateurs : 42 316 |

| 2 décembre 1994 | Tokyo Verdy   | 1 - 0 | Sanfrecce Hiroshima |                      |                      |
|                 | Ruy Ramos 81e |       |                     | Spectateurs : 50 512 | Spectateurs : 50 512 |

## Classement régulier
Etablis sur l'ensemble des matchs aller et retour. 
| Pos | Club                   | J  | G  | D  | Bp | Bc | Diff |
| --- | ---------------------- | -- | -- | -- | -- | -- | ---- |
| 1   | Verdy Kawasaki T L S   | 44 | 31 | 13 | 91 | 37 | +54  |
| 2   | Sanfrecce Hiroshima    | 44 | 29 | 15 | 71 | 57 | +14  |
| 3   | Kashima Antlers        | 44 | 27 | 17 | 89 | 68 | +21  |
| 4   | Shimizu S-Pulse        | 44 | 27 | 17 | 69 | 56 | +13  |
| 5   | Bellmare Hiratsuka P C | 44 | 23 | 21 | 75 | 80 | -5   |
| 6   | Yokohama Marinos       | 44 | 22 | 22 | 73 | 61 | +12  |
| 7   | Yokohama Flügels       | 44 | 22 | 22 | 67 | 60 | +7   |
| 8   | Júbilo Iwata P         | 44 | 20 | 24 | 56 | 69 | -13  |
| 9   | JEF United Ichihara    | 44 | 19 | 25 | 69 | 85 | -16  |
| 10  | Gamba Ōsaka            | 44 | 15 | 29 | 66 | 82 | -16  |
| 11  | Nagoya Grampus Eight   | 44 | 15 | 29 | 56 | 82 | -26  |
| 12  | Mitsubishi Urawa FC    | 44 | 14 | 30 | 59 | 91 | -32  |

|  | Qualification pour la Coupe d'Asie des clubs champions 1995 |
|  | T : Tenant du titre C : Vainqueur de la Coupe de l'Empereur 1994 L : Vainqueur de la Coupe de la Ligue 1994 S : Vainqueur de la Supercoupe du Japon 1994 P : Promu de D2 |

## Récompenses individuelles
| Distinction           | Nom              | Nationalité | Équipe             |
| MVP                   | Ruy Ramos        | Japon       | Tokyo Verdy        |
| Rookie de l'année     | Kazuaki Tasaka   | Japon       | Bellmare Hiratsuka |
| Soulier d'or          | Alcindo          | Brésil      | Kashima Antlers    |
| Entraîneur de l'année | Yasutaro Matsuki | Japon       | Tokyo Verdy        |

## Meilleurs buteurs
| Rang | Nom                | Nationalité        | Équipe              | Buts |
| 1    | Frank Ordenewitz   | Allemagne          | JEF United Ichihara | 30   |
| 2    | Alcindo Sartori    | Brésil             | Kashima Antlers     | 28   |
| 3    | Betinho            | Brésil             | Shonan Bellmare     | 24   |
| 4    | Nobuhiro Takeda    | Japon              | Tokyo Verdy         | 23   |
| 4    | Ramón Díaz         | Argentine          | Yokohama F. Marinos | 23   |
| 6    | Toninho            | Brésil             | Shimizu S-Pulse     | 22   |
| 7    | Yoshiyuki Hasegawa | Japon              | Kashima Antlers     | 21   |
| 8    | Koji Noguchi       | Japon              | Shonan Bellmare     | 19   |
| 8    | Ivan Hašek         | République tchèque | Sanfrecce Hiroshima | 19   |

## Parcours continental des clubs
Le parcours des clubs japonais en Ligue des champions de l'AFC est important puisqu'il détermine le coefficient AFC japonais, et donc le nombre de clubs japonais présents dans la compétition les années suivantes.
| Club           | Compétition                      | Résultat        | Ultime(s) adversaire(s) | Ultime(s) adversaire(s) | Ultime(s) adversaire(s) |
| -------------- | -------------------------------- | --------------- | ----------------------- | ----------------------- | ----------------------- |
| Verdy Kawasaki | Coupe d'Asie des clubs champions | Phase de groupe | Seongnam FC             | Thai Farmers Bank       | Liaoning FC             |